# Engineering Support System
Das Engineering Support System (ESS) ist ein Subsystem des Ground Support System (GSS).

## Funktion
Das ESS unterstützt für den Eurofighter die Prozesse der Betriebsführung in den Technischen Gruppen der fliegenden Verbände. Mit dem ESS wird der Flugbetrieb und die Steuerung- und Koordinierung von Instandsetzungsmaßnahmen betrieben.
Mit dem ESS wird konsequent die Datenhaltung des Eurofighter digitalisiert. Selbst der Pilot übernimmt vor dem Flug das Flugzeug durch eine Bestätigung im ESS.

## Aufgaben
Das ESS wird für folgende Aufgaben genutzt:
- Unterstützung von Wartungsarbeiten
- Technisches Debriefing
- Instandsetzungsplanung und -überwachung
- Datenanalyse nach Unfällen und Zwischenfällen bei Flügen
- Datenaustausch zwischen GSS und Eurofighter

## Subsysteme
Das Engineering Support System besteht aus mehreren Teilsystem.
- Aircraft System Health (ASH) – Unterstützt die Analyse von Luftfahrzeugdaten.
- Engine Health Monitoring (EHM) – Zeichnet und analysiert die Daten des Triebwerkes. Arbeitet mit dem Engineering Monitoring System zusammen.
- Engine Monitoring Systems (EMS)
- Non Destructive Inspection (NDI)
- Structural Health Monitoring (SHM) – Zeichnet während des Betriebes des Flugzeuges Belastungsdaten auf. Damit wird die Materialermüdung kontrolliert. Beim Eurofighter wird durch das SHM onboard überwacht ob strukturelle Grenzen überschritten werden. Mit Hilfe der während des Fluges aufgezeichneten Daten erfolgt mit dem ESS am Boden eine Akkumulation des Lebensverbrauchs der Flugzeugkomponenten und eine Überwachung der Restlebensdauer.[2]
- Secondary Power System (SPS). Das SPS hat die Aufgabe das Luftfahrzeug am Boden mit Dreh-/Gleichstrom, Hydraulikdruck und Druckluft über die APU zu versorgen. Wahlweise kann über das SPS auch eine Druckluftversorgung angeschlossen werden. Das SPS besteht aus
  - Air Turbine Starter Motors (ATSM)
  - Gearboxes (GB)
  - Auxiliary Power Unit (APU). Eine Hilfsturbine, welche das Anlassen der Triebwerke ermöglicht und am Boden die Stromversorgung ermöglicht.
- Eurofighter Logistics Software (EFLogSw) – Dient der manuellen Eingabe von Daten.